# Rozczarowanie z powodu płci dziecka
Rozczarowanie z powodu płci dziecka (ang. gender disappointment, GD) – zawód pojawiający się u rodziców dziecka związany rozpoznaniem u niego innej płci niż tego oczekiwali, często nieakceptowanie jej. Wynikać może z przekonań seksistowskich i esencjalistycznych, które wpływają na preferencje. W skrajnych przypadkach może prowadzić do dzieciobójstwa (w czasach nowożytnych zwłaszcza żeńskiego).